# Сюняйоки
Сюняйоки — река в России, протекает по территории Лоухского района Карелии. Впадает в озеро Сушозеро часть Иовского водохранилища, на 98 км по правому берегу реки Ковды. Длина реки — 14 км.
Река берёт начало из озера Кужъярви на высоте 138,9 м над уровнем моря. В среднем течении протекает через озеро Малый Яурлан. Высота устья — 72,0 м над уровнем моря.

## Данные водного реестра
По данным государственного водного реестра России относится к Баренцево-Беломорскому бассейновому округу, водохозяйственный участок реки — Ковда от Кумского гидроузла до Иовского гидроузла. Речной бассейн реки — бассейны рек Кольского полуострова и Карелии, впадает в Белое море.
Код объекта в государственном водном реестре — 02020000512102000000856.